# Черемшанка (Зиминский район)
Черемшанка — деревня в Зиминском районе Иркутской области России. Входит в состав Буринского муниципального образования. Находится примерно в 35 км к северо-востоку от районного центра.

## Население
| 2002 | 2010 | 2011 | 2012 |
| ---- | ---- | ---- | ---- |
| 265  | ↘256 | →256 | ↗269 |

Гендерный состав
По данным Всероссийской переписи, в 2010 году в деревне проживало 256 человек (130 мужчин и 126 женщин).  Есть сведения, что на 1 января 2013 года население села составляет 226 человек.